# Джумакеев, Мурат Абдукалиевич
Мурат Абдукалиевич Джумакеев (род. 27 ноября 1973 года) — советский и киргизский футболист и футбольный тренер. Выступал за сборную Кыргызстана и впоследствии тренировал её.

## Карьера

### Игровая карьера
Игровую карьеру начал в клубе «Достук» во второй низшей лиге СССР. С появлением национального чемпионата Кыргызстана начал играть в бишкекской «Алге», в которой играл до 2005 года. Единственный перерыв в 2002 году провёл в чемпионате Казахстана в составе «Батыса».
Привлекался в сборную, в составе которой провёл 5 игр.

### Тренерская карьера
Тренерской работой занимался ещё в ходе игровой карьеры, был играющим тренером СКА ПВО и «Абдыш-Аты».
С 2008 года начал работать самостоятельно, тренировал «Алгу» и вторую команду «Дордоя».
С 2010 года работал со сборными Кыргызстана. Возглавлял олимпийскую, молодёжную (U21) и национальную сборную Кыргызстана.
С 2013 года снова работает в тренерском штабе «Дордоя» и «Дордоя-2». В 2016 году возглавлял клуб высшей лиги «Ала-Тоо», являвшийся фарм-клубом «Дордоя».

## Личная жизнь
Брат-близнец Марат тоже был футболистом и выступал за сборную Кыргызстана, впоследствии тренер и функционер.